# Le Fuilet
Le Fuilet korábbi község Franciaország Loire mente régiójában, Maine-et-Loire megyében. 2015. december 15-én tíz másik korábbi községgel egyesült és Montrevault-sur-Èvre új község része lett.
Lakosainak száma 1907 fő (2018. január 1.). Le Fuilet La Boissière-sur-Èvre, Bouzillé, Liré, Le Puiset-Doré, Saint-Christophe-la-Couperie, Saint-Laurent-des-Autels és Saint-Rémy-en-Mauges községekkel határos.

## Népesség
A település népességének változása:
| Lakosok száma | 1515 | 1589 | 1761 | 1796 | 1809 | 1854 | 1898 | 1949 | 1947 | 1907 |
|               | 1962 | 1968 | 1982 | 1990 | 1999 | 2008 | 2011 | 2013 | 2017 | 2018 |